# 苏拉杰加尔
苏拉杰加尔（Surajgarh），是印度拉贾斯坦邦金基农县的一个城镇。总人口18857（2001年）。

## 人口
该地2001年总人口18857人，其中男性9958人，女性8899人；0—6岁人口3092人，其中男1684人，女1408人；识字率64.64%，其中男性为73.54%，女性为54.68%。